# Hans Sauer (Anglist)
Hans Sauer (* 9. September 1946 in Ingolstadt; † 31. Mai 2022) war ein deutscher Anglist und Hochschullehrer.

## Leben
Sauer studierte von 1967 bis 1975 Englisch, Latein und Mittellatein an der Universität München. Zwischendurch arbeitete er als Assistant Teacher in Bolton (Lancashire, 1969/1970) und als Lecturer am Westfield College in London (1973/1974). Im Jahr 1972 legte er das Erste Staatsexamen in München ab. Seine Promotion erreichte er 1974 mit einer Ausgabe der altenglischen Übersetzungen der lateinischen Schrift Theodulfi Capitula in England. Im folgenden Jahr wurde er als Assistent am Institut für Englische Philologie der Universität München angestellt. Nach seiner Habilitation mit der Schrift Nominalkomposita im Frühmittelenglischen: mit Ausblicken auf die Geschichte der englischen Nominalkomposition (1986) wurde er zum Oberassistenten befördert.
Im Jahr 1989 nahm Sauer einen Ruf als ordentlicher Professor für Anglistik an die Julius-Maximilians-Universität Würzburg an. Im Jahr 1993 wechselte er an die TU Dresden, 1997 ging er zurück nach München und nahm den Lehrstuhl für historische Sprachwissenschaft am Institut für Englische Philologie ein.
Hans Sauer starb am 31. Mai 2022 im Alter von 75 Jahren.